# William Le Queux
Pour les articles homonymes, voir Le Queux.
William Le Queux, né à Londres le 2 juillet 1864 et décédé le 13 octobre 1927 à Knocke, en Belgique, est un écrivain, journaliste et correspondant de guerre britannique. Diplomate et consul honoraire de Saint-Marin, c'est un grand voyageur qui séjourne dans la plupart des pays d'Europe, dans les Balkans, ainsi qu’en Afrique du Nord.

## Biographie

### Formation et début de la carrière journalistique
Issu d'un père français et d'une mère anglaise, il reçoit des leçons privées à Londres, puis une éducation européenne, d'abord à Pegli, en Italie, avant d'étudier un temps la peinture en France. Il entreprend ensuite un premier tour de l'Europe, puis travaille comme reporter pour la Gazette d'Eastbourne et le Chronicle du Middlesex de 1883 à 1888. Devenu journaliste parlementaire en 1888, il abandonne ce poste convoité pour devenir correspondant de guerre.

### Correspondant de guerre
Sa carrière de correspondant de guerre s'amorce au journal The Globe, dès 1890 ou 1891. Il couvre la Première Guerre balkanique.
Il peut aussi être considéré comme un pionnier de l’aviation et de la radio. Il fait partie des organisateurs du meeting aérien de Doncaster en 1909 et diffuse ses propres émissions musicales bien avant le lancement des grandes radios officielles.
De ces années de reportage et d'écriture, il est devenu l’initiateur d’un genre littéraire, nouveau pour cette époque, couvrant le roman policier, le roman d’espionnage et le thriller moderne. Ses œuvres sont les véritables ancêtres de la littérature d’espionnage du XXe siècle.
Il couvre la Première Guerre mondiale, depuis les théâtres d'opération français, pour la presse britannique.
Il est également un agent pour les services secrets de la Couronne.
Après la guerre, il publie de nombreux récits de voyage.

### Analyse de l'œuvre
L'œuvre extrêmement riche (plus de 170 publications) de Le Queux, composée de fictions, de reportages documentés et de récits de voyage, permet de classer son auteur comme auteur à la fois de romans d'espionnage, de récits militaire, de romans policiers et même de science-fiction, grâce à des romans d'anticipation sur des conflits guerriers. Certains de ses titres se sont en effet révélés prémonitoires, comme The Great War in England publié en 1897. 
La partie non fictionnelle apporte un éclairage historique sur la fin du XIXe siècle et le premier quart du XXe. Chroniqueur de son temps, il recueille de nombreuses informations, bien que « beaucoup de ses livres, en effet, s'apparentent à des ouvrages historiques à travers lesquels il est souvent difficile de démêler les faits avérés de la fiction ».
William Le Queux est l'un des tout premiers journalistes modernes dans la mesure où il a exercé sa mission de reporter en free-lance. Bénéficiant d'une réputation internationale, ses publications ont connu des traductions françaises de son vivant et de grands quotidiens américains ont publié des articles sur lui.
De son œuvre considérable, peu rééditée depuis près d'un demi-siècle, il reste encore de nombreux groupes d’études dans les pays anglo-saxons : Grande-Bretagne, Canada, Australie.
Elle fait aussi l'objet d'études universitaires .

## Œuvres
- A Secret Sin, or, A Madonna of the Music Halls (1897)
- Guilty Bonds (1891)
- A Secret Service: Being Strange Tales of a Nihilist (1892) Publié en français sous le titre Sans pitié : mémoires d'un nihiliste, Paris, Richonnier, 1911
- The Great War in England in 1897 (1894)
- Guilty (1895) Publié en français sous le titre Coupable, Paris, Hachette, 1908
- Stolen Souls (1895), recueil de nouvelles
- The Temptress (1895)
- Zoraida: A Romance of the Harem and the Great Sahara (1895) Publié en français sous le titre Zoraida, Paris, Richonnier, 1911
- The Great White Queen. A Tale Of Treasure And Treason (1896)
- Devil's Dice (1897)
- Whoso Findeth a Wife (1897)
- The Eye of Istar; a Romance of the Land of No Return (1897), réédité sous le titre The Eye of Ishtar aux États-Unis
- Scribes and Pharisees; A Story of Literary London (1898)
- If Sinners Entice Thee (1898)
- The Bond of Black (1899)
- The Day of Temptation (1899)
- The Veiled Man (1899), recueil de nouvelles
- England’s Peril (1899)
- Secrets of Monte Carlo (1899), recueil de nouvelles Publié en français sous le titre Mémoires d'un policier de Monte Carlo, Paris, Juven, 1907
- The Wiles of the Wicked (1900)
- An Eye for an Eye (1900)
- In White Raiment (1900)
- Of Royal Blood (1900)
- Her Majesty's Minister (1901)
- The Sign of the Seven Sins (1901)
- The Gamblers (1901)
- The Court of Honour (1901)
- The Under-Secretary (1902)
- The Unnamed: A Romance of Modern Italy (1902)
- On the “Polar Star” in the Arctic Sea (1903)
- The Tickencote Treasure: Being the Story of A Silent Man, A Sealed Script and A Singular Secret (1903)
- The Seven Secrets (1903)
- Secrets of the Foreign Office: Describing the Doings of Duckworth Drew of the Secret Service (1903), recueil de nouvelles
- Three Glass Eyes (1903)
- The Closed Book, Concerning the Secret of the Borgias (1904)
- As We Forgive Them (1904)
- The Sign of the Stranger (1904)
- The Man from Downing Street (1904)
- The Hunchback of Westminster (1904)
- The Idol of the Town (1904)
- The Red Hat (1904)
- Sins of the City (1905)
- The Valley of the Shadow (1905)
- The Czar's Spy: The Mystery of a Silent Love (1905)
- Behind the Throne (1905)
- Who Giveth This Woman? (1905)
- The Spider’s Eye (1905)
- The Mask (1905)
- Confessions of a Ladies’ Man: Being the Adventures of Cuthbert Croom, of His Majesty's Diplomatic Service (1905), recueil de nouvelles
- The Mystery of a Motor-Car (1906)
- The Count's Chauffeur (1906), recueil de nouvelles
- The Pauper of Park Lane (1906)
- The Woman at Kensington (1906)
- The Invasion of 1910 (1906), en collaboration avec H. W. Wilson Publié en français sous le titre Les Allemands en Angleterre : l'invasion de 1910, Paris, Fischbacher, 1907
- The Mysterious Mr Miller (1906)
- The House of the Wicked (1906)
- Whatsoever a Man Soweth (1906)
- The Near East. The Present Situation in Montenegro, Bosnia, Servia, Bulgaria, Roumania, Turkey and Macedonia (1907), publié de façon anonyme
- Whosoever Loveth: Being the Secret of a Lady's Maid (1907)
- The Great Plot (1907)
- The Woman in the Way (1907)
- The Secret of the Square (1907)
- The Great Court Scandal (1907)
- The Lady in the Car (1908), recueil de nouvelles
- The Crooked Way (1908)
- The Looker-On (1908)
- Stolen Sweets (1908)
- Spies of the Kaiser (1909), recueil de nouvelles
- The House of Whispers (1909)
- The Red Room (1909)
- Fatal Thirteen (1909)
- Treasure of Israel (1910), titré The Great God Gold aux États-Unis
- Lying Lips (1910)
- The Unknown Tomorrow (1910)
- Hushed Up!: A Mystery of London (1911)
- The Money Spider (1911)
- An Eye for an Eye (1911)
- Revelations of the Secret Service (1911), recueil de nouvelles (Contient la nouvelle Concerns the Brass Butterfly) Publication de la nouvelle Concerns in Brass Butterfly en français sous le titre Le Papillon de laiton, dans le volume Agents secrets de la Grande Guerre, volume 1, Paris, Éditions Omnibus, 2005
- The Indiscretions Of A Lady's Maid, A Mystery Novel (1911)
- The Mystery of Nine (1912)
- Without Trace (1912)
- The Death-Doctor (1912), recueils de nouvelles
- Fatal Fingers (1912)
- The Lost Million (1913)
- The Price of Power, Being Chapters from the Secret History of the Imperial Court of Russia (1913)
- The Room of Secrets (1913)
- Mysteries (1913), recueil de nouvelles
- The Hand of Allah (1914), aussi titré The Riddle of the Ring
- Her Royal Highness; A Romance of the Chancelleries of Europe (1914) Publié en français sous le titre Son Altesse royale, Paris, Radot, 1926
- Sons of Satan (1914)
- The White Lie (1914)
- The German Spy, a Present-day Story (1914)
- The War of the Nations (1914), en collaboration avec Edgar Wallace et d'autres écrivains
- The Maker of Secrets (1914)
- The Four Faces (1914)
- The Sign of Silence (1915)
- Britain's Deadly Peril (1915)
- German Atrocities: A Record of Shameless Deeds (1915)
- German Spies in England: An Exposure (1915)
- The Devil's Spawn (1915)
- The Mysterious Three (1915)
- At the Sign of the Sword (1915)
- The Mysterious Three (1915)
- The German Spy System from Within (1915)
- The Mystery of The Green Ray (1915)
- The Double Shadow (1915)
- The White Glove (1915)
- The Man about Town (1916)
- Number 70, Berlin (1916)
- The Spy Hunter (1916), recueil de nouvelles
- The Way to Win (1916)
- The Zeppelin Destroyer : Being Some Chapters of Secret History (1916)
- Cinders of Harley Street (1916)
- The Broken Thread (1916)
- The Place of Dragons: A Mystery (1916)
- Annette Of The Argonne: A Story Of The French Front (1916)
- Behind the German Lines: Amazing Confessions of Col.-Lieut. Otto Von Heynitz (1917)
- The Secrets Of Potsdam By Count Ernst Von Heltzendorff (1918), recueil de nouvelles Publié en français sous le titre Les Secrets de Potsdam, Paris, Éditions françaises illustrées, 1920
- Further Secrets of Potsdam (1917)
- Hushed Up at German Headquarters (1917)
- The Minister of Evil : The Secret History of Rasputin's Betrayal of Russia (1917) Publié en français sous le titre Le Ministre du mal : mémoires de Fedor Rajevski, secrétaire privé de Raspoutine, Paris, Crès, 1921
- The Scandal-Monger (1917), recueil de nouvelles
- Beryl of the Biplane (1917)
- The Breath of Suspicion (1917)
- The Devil's Carnival (1917)
- No Greater Love (1917)
- Two in a Tangle (1917)
- The Bomb-Makers: Being Some Curios Records Concerning The Craft And Cunning Of Theodore Drost, An Enemy Alien In London (1917), recueil de nouvelles
- Donovan of Whitehall (1917), recueil de nouvelles
- The Rainbow Mystery, Chronicles of a Colour-Criminologist Recorded by his Secretary (1917), recueil de nouvelles
- Bolo, The Super-Spy, by Armand Mehjan (1918)
- Love Intrigues of the Kaiser's Sons (1918)
- Sant of the Secret Service: Some Revelations of Spies and Spying (1918)
- The Secret Life of the Ex-Tsaritza (1918)
- The Little Blue Goddess (1918)
- The Lure of Love (1918)
- The Yellow Ribbon (1918)
- The Catspaw (1918)
- The Sister Disciple (1918)
- The Stolen Statesman: Being the Story of a Hushed-Up Mystery (1918)
- Secrets of the White Tsar; the Truth Revealed by His Majesty's Personal Attaché, Colonel Vassili Grigorieff (1919)
- Rasputinism in London. Revelations of the secret Cult of Beauty and Happiness established by the Monk Grichtaka (1919)
- The Doctor of Pimlico, Being the Disclosure of a Great Crime (1919)
- Cipher Six: A Mystery (1919)
- The Secret Shame of the Kaiser (1919), recueil de nouvelles
- The Forbidden Word (1919)
- The Hotel X (1919), recueil de nouvelles
- The King's Incognito (1919)
- Mysteries of a Great City (1920), recueil de nouvelles
- In Secret (1920), recueil de nouvelles
- No. 7 Saville Square (1920)
- Secrets of the Foreign Office (1920)
- Society Intrigues I Have Known; Astounding Facts Concerning Prominent People, Disclosed by Lady Betty G---- (1920), recueil de nouvelles
- Whither Thou Goest (1920)
- The Heart of a Princess: A Romance of To-Day (1920)
- The Intriguers (1920)
- The Secret Telephone (1920)
- The Terror of the Air (1920)
- The Red Widow, Or The Death-Dealers of London (1920)
- Mademoiselle of Monte Carlo: A Mystery of To-day (1921)
- The Fifth Finger: A Mystery (1921)
- The Luck of the Secret Service; being the Startling Adventures of Claud Heathwaite, C. B., of His Britannic Majesty's Foreign Office (1921), recueils de nouvelles
- The Open Verdict: A Mystery (1921)
- This House to Let (1921)
- The Lady in Waiting: A Royal Romance (1921)
- The Marked Man (1921)
- The Elusive Four, Which Discloses the Exciting Exploits of Four Thieves (1921), recueil de nouvelles
- The Power of the Borgias (1921)
- The Gay Triangle (1922), recueil de nouvelles
- Landru: His Secret Love Affairs (1922)
- The Golden Face: A Great Crook Romance (1922)
- The Stretton Street Affair (1922)
- Three Knots (1922)
- The Voice from the Void: The Great Wireless Mystery (1922)
- The Young Archduchess (1922)
- The Bronze Face (1923), édité sous le titre Behind the Bronze Door aux États-Unis
- Things I Know About Kings, Celebrities, and Crooks (1923), mémoires
- Where the Desert Ends (1923)
- Bleke, The Butler: Being the Exciting Adventures of Robert Bleke during Certain Years of His Service in Various Families (1923), recueils de nouvelles
- A Woman's Debt (1924)
- Fine Feathers (1924)
- The Crystal Claw (1924) Publié en français sous le titre La Griffe de cristal, Paris, Éditions Gallimard, coll. « Chefs-d'œuvre du roman d'aventures », 1932
- The Blue Bungalow: A Mystery (1925)
- The Broadcast Mystery (1925)
- The Valrose Mystery (1925)
- Hidden Hands (1926), titré The Dangerous Game aux États-Unis
- The Letter "E" (1926), titré The Tattoo Mystery aux États-Unis
- Blackmailed (1926)
- The Fatal Face (1926)
- The Mystery of Mademoiselle (1926)
- The Black Owl (1926)
- The Scarlet Sign (1926)
- The Lawless Hand (1927)
- The Chameleon (1927), titré Poison Shadows aux États-Unis
- Double Nought (1927), titré The Crime Code aux États-Unis Publié en français sous le titre Double Zéro, Paris, Éditions Gallimard, coll. « Chefs-d'œuvre du roman d'aventures », 1934
- The Office Secret (1927)
- The House of Evil (1927)
- The Crimes Club (1927), recueil de nouvelles
- Twice Tried (1928)
- The Sting (1928)
- The Rat Trap (1928)
- Concerning This Woman (1928)
- The Peril of Helen Marklove (1928), recueil de nouvelles
- The Secret Formula (1928)
- The Amazing Count (1929)
- The Crinkled Crown (1929)
- The Golden Three (1931)
- The Factotum and Other Stories (1931), recueil de nouvelles

## Sources
: document utilisé comme source pour la rédaction de cet article.
- Claude Mesplède (dir.), Dictionnaire des littératures policières, vol. 2 : J - Z, Nantes, Joseph K, coll. « Temps noir », 2007, 1086 p. (ISBN 978-2-910-68645-1, OCLC 315873361), p. 378-379.